# Savoia-Marchetti S.M.73
Савоя-Маркетти S.M.73 (итал. Savoia-Marchetti S.M.73) — итальянский транспортный самолёт 1930-х годов, выпускавшийся компанией «Savoia-Marchetti».

## История
Итальянская авиастроительная фирма "Savoia-Marchetti", в основном специализировавшаяся на выпуске  гидросамолётов, в 1930 году произвела трёхмоторный самолет SM.71, которые итальянские авиакомпании использовали на европейских авиалиниях. Этот самолет послужил стимулом для создания более современного, по тем временам, авиалайнера, который получил наименование SM.73.
За счет использования в конструкции крыла от гидроплана SM.55 новый самолет был спроектирован всего за четыре месяца. Прототип SM.73 впервые поднялся в воздух 4 июля 1934 года. Самолет имел сплошное остекление пассажирского салона, что приводило к повышенному шуму внутри салона, это могло отпугнуть потенциальных заказчиков. Пришлось изготовить второй прототип с небольшими окнами и улучшенной звукоизоляцией.
Заводские испытания второго прототипа были закончены в 1935 году и самолет перелетел в Ливию для испытания в пустынных условиях. А первый прототип был позднее переделан в двухмоторный и был предложен авиакомпании Avio Linee Italifne в качестве альтернативы Fiat G.18 и Douglas DC-2. 
Летные испытания показали, что самолет прост в управлении, удобен в эксплуатации на земле и способен взлетать и садиться с коротких ВПП.
Savoia Marchetti SM.73 был в свое время наиболее скоростным трёхмоторным пассажирским самолетом с неубираемым шасси и одним из самых комфортабельных авиалайнеров. К услугам пассажиров были просторные отапливаемые салоны, пассажирам первого класса подавался кислород. Он был прочен, надежен и удобен в эксплуатации. Конструкция получилась настолько удачной, что на его базе было разработано целое семейство магистральных авиалайнеров.

## Конструкция
Savoia Marchetti SM.73  - трехмоторный транспортно-пассажирский самолет. Свободнонесущий моноплан, с низкорасположенным крылом, смешанной конструкции с неубираемым шасси. Экипаж 4 человека (командир, второй пилот, радист и механик), 18 посадочных мест.
Фюзеляж - прямоугольного сечения с закругленными углами. Силовой каркас представлял собой пространственную ферму сваренную из стальных труб. К каркасу крепилась полотняно-фанерная обшивка. В носовой части находился моторный отсек центрального двигателя. За противопожарной перегородкой закрытая кабина пилотов. Командир и второй пилот сидели бок о бок, а позади них находились отсеки радиста и механика и пассажирский салон на 18 мест. Пассажирский салон был разделен на два класса - первый класс четыре пассажира, далее и чуть ниже второй салон на четырнадцать пассажиров. Кресла располагались в два ряда с проходом посередине. В хвостовой части туалет и багажный отсек.
Крыло - цельнодеревянное свободнонесущее трапециевидное в плане. Состояло из трех частей - центроплан и две отъёмные консоли. Силовой каркас три деревянных лонжерона и деревянные нервюры. Обшивка фанера. Механизация крыла - элероны.
Хвостовое оперение - цельнодеревянное однокилевое классической схемы. Стабилизатор свободнонесущий расчалочный. Обшивка руля направления и рулей высоты полотняная.
Шасси - двухопорное, неубираемое с хвостовым колесом. На каждой стойке по одному колесу с шинами низкого давления.
Силовая установка - три поршневых 9-цилиндровых звездообразных двигателя воздушного охлаждения Piaggio Stella IX RC мощностью 700 л.с. каждый. Двигатели устанавливались один в носовой части фюзеляжа и два в мотогондолах на передней кромке крыла. Двигатели закрывались капотами.  Воздушные винты металлические трёхлопастные. В зависимости от модификации самолета устанавливались различные двигатели с различными воздушными винтами.

## Эксплуатация
После успешных испытаний началось производство. Появились и желающие приобрести самолёты за рубежом. Покупателями стали авиакомпании Бельгии и Чехословакии, причём для бельгийских самолётов применили французские двигатели, а для чехословацких — чехословацкие.
Первые серийные экземпляры были поставлены бельгийской авиакомпании Sabena. На самолеты устанавливали более мощные французские двигатели Gnome Rhone 14Kirs. Самолеты получили обозначение SM.73B. Всего было поставлено 12 самолетов. Семь самолетов было изготовлено по лицензии бельгийской фирмой "SABCA". Самолеты летали на линиях связывающие европейские столицы.  С 1936 года самолеты стали выполнять еженедельные рейсы в Экваториальную Африку. В процессе эксплуатации, в результате авиакатастроф, три самолета были потеряны. 
Второй контракт на поставку самолетов SM.73 был заключен с авиакомпанией Ala Litoria. Это было итальянское государственное предприятие под патронажем  Муссолини, он требовал, чтобы авиакомпании покупали только итальянские самолеты, для этого выделялись крупные правительственные субсидии. Авиакомпания приобрела 31 самолет SM.73. Самолеты эксплуатировались практически на всех европейских трассах . Главным маршрутом были линии в Брюссель и Лондон. Также была налажена связь с итальянскими колониями, располагавшимися в Северной и Восточной Африке. 
Вторым итальянским эксплуатантом SM.73 была авиакомпания Avia Linee Italiane, принадлежащая концерну FIAT. В 1937 году было приобретено шесть самолетов. Эти самолеты летали в Северную Африку.
В 1937 году шесть самолетов приобрела чехословацкая авиакомпания CSA. На самолеты устанавливали чешские двигатели Walter Pegasus II-M2 мощностью 730 л.с. В августе 1938 года один самолет потерпел катастрофу в Германии, все кто был на борту погибли. После этой катастрофы SM.73 были сняты с международных линий. После оккупации Чехословакии в 1939 году самолеты стали собственностью Германии и эксплуатировались в Deutsche Lufthansa вплоть до окончания войны. Впоследствии с началом Второй мировой войны бельгийские самолёты были отправлены в Великобританию и использовались в роли транспортников в Северной Африки. Для этих же целей там же использовали свои самолёты и итальянцы. Ещё несколько самолётов применялись итальянцами на Восточном фронте.
Наиболее интересной оказалась судьба трёх S.M.73 в Восточной Африке. Понимая, что англичане возьмут столицу Эфиопии Аддис-Абеба, лётчики этих самолётов не пожелали сдаваться и на свой страх и риск, не имея достаточного количества топлива и запчастей, решили добраться до Италии. Для этого им потребовалось 40 дней с вынужденными посадками в пустыне. После капитуляции Италии в сентябре 1943 года оставшиеся самолёты были захвачены немцами и использовались ими практически до конца войны.

## Страны эксплуатанты
Италия
- Ala Littoria (31 самолёт, 5 — Piaggio Stella IX RC, 10 Wright R-1820, 16 Alfa Romeo 126 RC-10)
- Avio Linee Italiane (6, Alfa Romeo 126 RC-10)
- Regia Aeronautica
- Республиканская Национальная Авиация
- Aeronautica Cobelligerante Italiana

 Бельгия
- SABENA: 5 самолётов куплено у Италии (Gnome-Rhône 9Kfr) и ещё 7 (Gnome-Rhône 14K) выпущены по лицензии компанией SABCA

 Чехословакия
- ČSA: 6 машин с двигателями Walter Pegas (лицензионный Bristol Pegasus), номера OK-BAB — OK-BAG.

 Великобритания
- Королевские ВВС: 7 бельгийских самолётов, перелетевших в Британию во время немецкого вторжения использовали 24-я и 117-я эскадрильи;

 Нацистская Германия
- Люфтваффе: трофейные итальянские
- Deutsche Luft Hansa

## Технические характеристики
Технические характеристики
- Экипаж: 4 чел.
- Пассажировместимость: 18 пассажиров + 360 кг багажа
- Длина: 17,44 м
- Размах крыла: 24,00 м
- Высота: 4,60 м
- Площадь крыла: 92,97 м²
- Масса пустого: 5 788 кг
- Нормальная взлётная масса: 9 280 кг
- Масса топлива во внутренних баках: 3 950 л
- Силовая установка: 3 × ПД Piaggio Stella P.IX R.C.
- Мощность двигателей: 3 × 700 л.с. (3 × 520)
- Воздушный винт: 3-лопастный

Лётные характеристики
- Максимальная скорость: 330 км/ч
- Крейсерская скорость: 280 км/ч
- Скорость сваливания: 90 км/ч
- Практическая дальность: 1 600 км
- Практический потолок: 7 400 м
- Скороподъёмность: 3,33 м/с

## Аварии и катастрофы
По данным портала Aviation Safety Network, по состоянию на 6 мая 2020 года в общей сложности в результате катастроф и серьёзных аварий были потеряны 12 самолётов Savoia-Marchetti S.M.73. При этом погибли 118 человек.
| Дата       | Бортовой номер | Место аварии | Жертвы | Краткое описание                                                   |
| ---------- | -------------- | ------------ | ------ | ------------------------------------------------------------------ |
| 07.11.1935 | OO-AGM         | Лондон       | 0/4    | При посадке в туман врезался в фонарный столб и камни.             |
| 10.12.1935 | OO-AGN         | Татсфилд     | 11/11  | Разбился в сложных метеоусловиях.                                  |
| 27.01.1937 | OO-AGR         | Оран         | 12/12  | Разбился при заходе на посадку.                                    |
| 02.08.1937 | I-SUSA         | Вади-Хальфа  | 9/9    | Разбился недалеко от аэропорта после неудачного захода на посадку. |
| 30.04.1938 | I-MEDA         | Формия       | 19/19  | Врезался в гору.                                                   |
| 13.08.1938 | OK-BAG         | Оберкирх     | 17/17  | Врезался в гору в сложных метеоусловиях.                           |
| 10.10.1938 | OO-AGT         | Зост         | 20/20  | Развалился в воздухе.                                              |
| 17.10.1939 | I-IESI         | Олиас        | 15/17  | Врезался в гору в тумане.                                          |
| 16.03.1940 | I-SUTO         | Стромболи    | 14/14  | Врезался в вулкан в сложных метеоусловиях.                         |
| 14.05.1940 | OO-AGP         | Брюссель     | 0/0    | Уничтожен в аэропорту.                                             |
| 23.05.1940 | OO-AGS         | Арк          | 1/н.д. | Сбит.                                                              |
| 23.05.1940 | OO-AGZ         | Мервиль      | 0/0    | Уничтожен на земле.                                                |